# Cristian Cocco

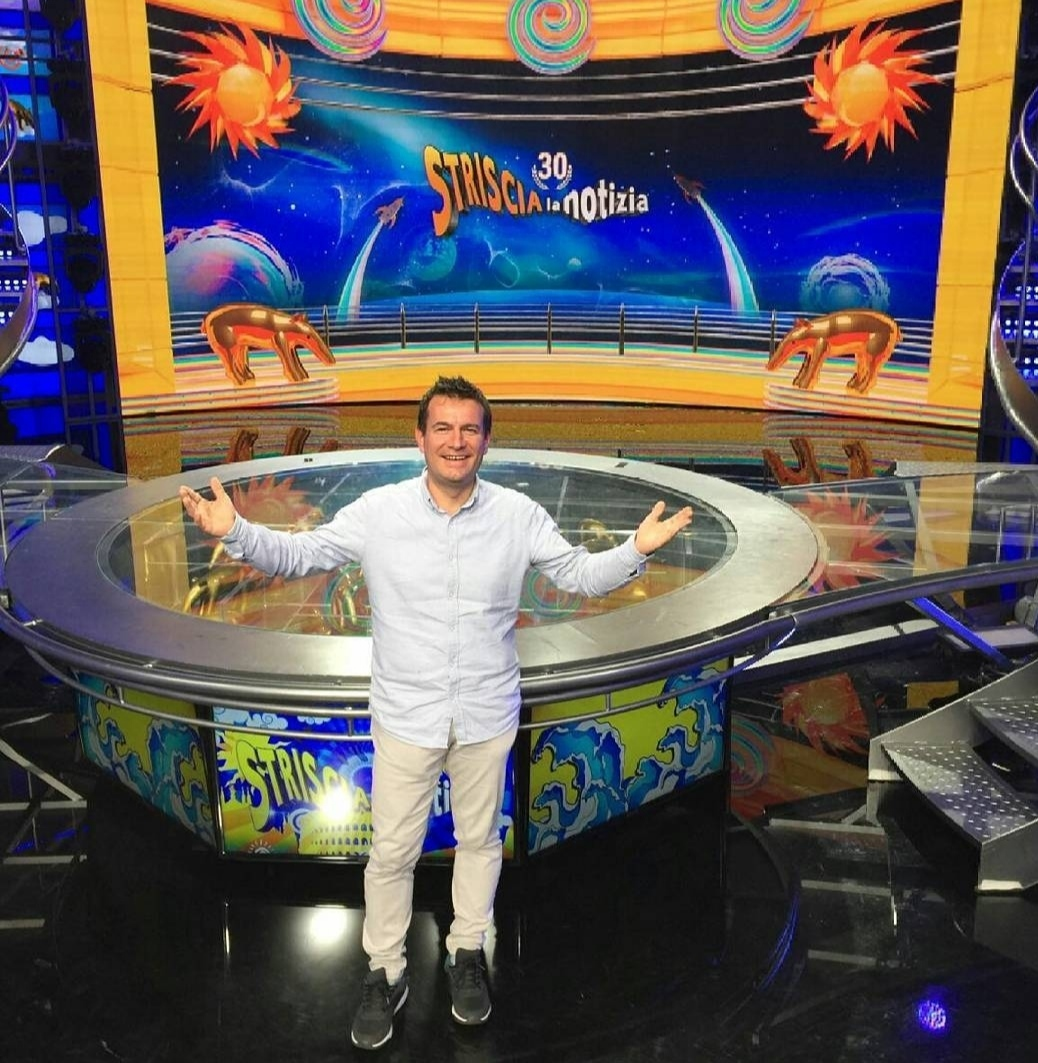
Cristian Cocco negli studi di Striscia la notizia

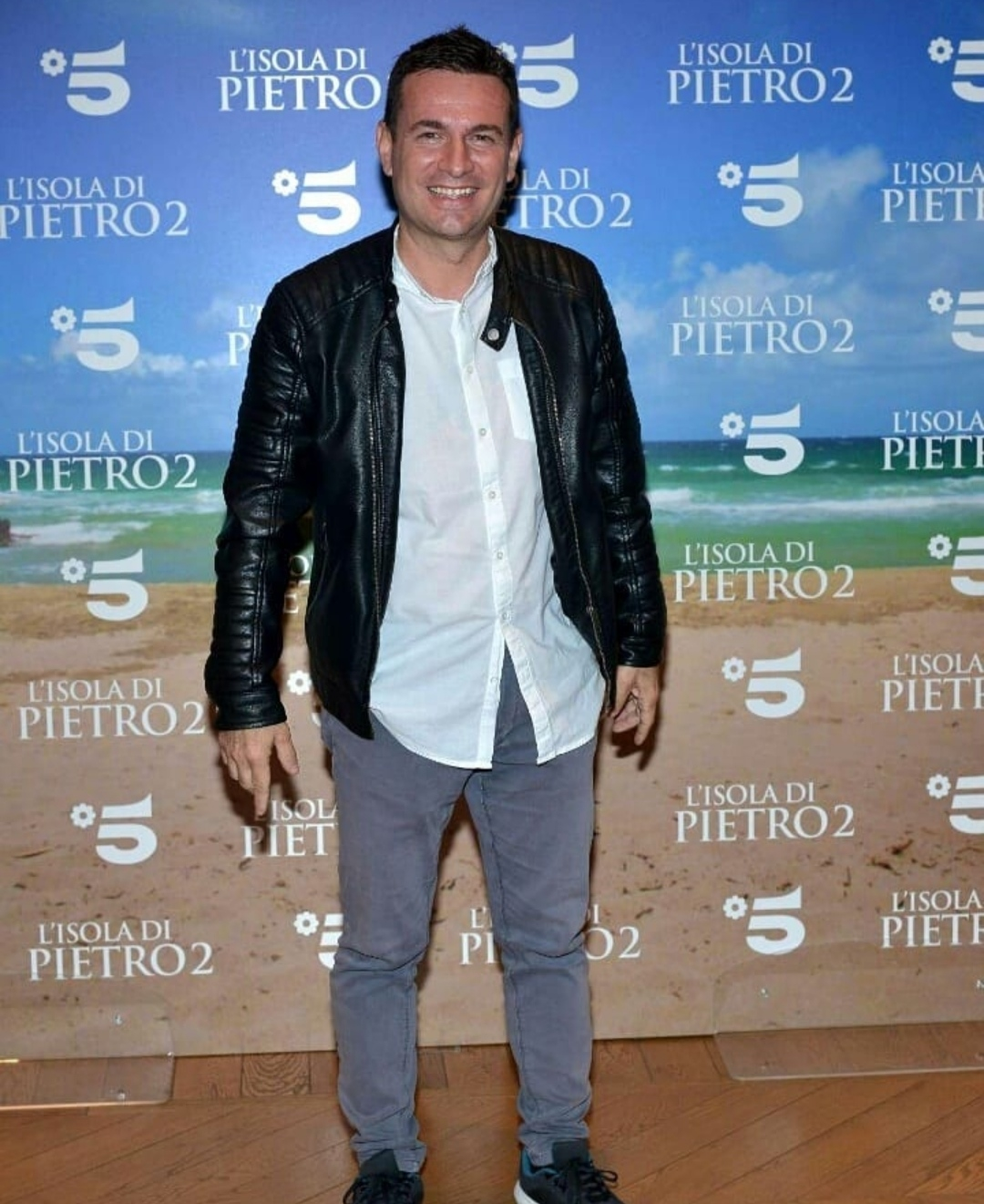
Cristian Cocco in conferenza stampa

(incipit dei suoi servizi dal 2025)
(incipit dei suoi servizi dal 2000 al 2018)
Cristian Cocco (Oristano, 18 settembre 1971) è un personaggio televisivo, comico e attore italiano.

## Biografia
Debutta in televisione nel 2000 come barzellettiere nel programma La sai l'ultima?, dove arriva in finale e vince l'ottava puntata. Alla fine dello stesso anno viene ingaggiato come inviato sardo della popolare trasmissione TV di Antonio Ricci Striscia la notizia: durante i servizi appare in video vestito con abiti che richiamano il celebre costume sardo maschile e si occupa di smascherare magagne, sprechi di denaro pubblico ed ingiustizie in terra sarda.
Nel 2008 Antonio Ricci lo invia per la seconda volta (la prima volta era stata nel 2004) nei pressi del Teatro Ariston di Sanremo per intercettare e "disturbare" i cantanti che partecipano al 58º Festival di Sanremo, dove tra gli altri cantanti incontra Al Bano che propone un connubio artistico. Sempre nel 2008 partecipa allo Zecchino d'Oro in veste di padrino di una bambina in gara, cantando con lei e i Tenorenis la canzone Attenti alla musica.
Nel 2009 e nel 2011 ha partecipato a due edizioni di Paperissima sprint. Nell'estate del 2013 parteciperà ad una nuova edizione di Paperissima Sprint insieme a Giorgia Palmas, Vittorio Brumotti e il Gabibbo. Ad accompagnare Cristian Cocco negli sketch la sua Ajò Band coi Tenorenis e un gruppo di artisti circensi denominati per l'occasione i Circocco.
Da giugno a settembre 2014 fa parte del cast di Paperissima Sprint per la quarta volta, impersonando un improbabile bagnino, "su bagninu", oltre ad intervenire con intermezzi musicali insieme ai "Sonausu".
A settembre 2017 debutta come attore nella Fiction di Canale 5 L'isola di Pietro accanto a Gianni Morandi nei panni dell'ispettore Pinna, ruolo che continuerà ad assumere anche nelle altre stagioni.
Nel 2023 viene indagato dal pubblico ministero e rinviato a giudizio avanti il Tribunale di Oristano per il reato di estorsione. È stato accusato da un suo ex collaboratore di aver preteso in quattro anni una somma di circa sessantamila euro, che lo stesso collaboratore gli avrebbe dovuto versare, dividendo con lui i compensi erogati da Mediaset per i filmati forniti. Secondo Cristian Cocco le accuse sarebbero false e ci sarebbero numerosi e validi elementi a discolpa.
Il 6 dicembre 2024 viene, infatti, assolto con formula piena da tutte le accuse.
A partire dall'8 aprile 2025, Cristian Cocco torna nuovamente a far parte della squadra di Striscia la Notizia, esordendo come inviato in una nuova veste. Il suo primo servizio della stagione (girato in Lombardia) , è stato lanciato dagli attuali conduttori Gerry Scotti e Michelle Hunziker, che l'hanno accolto in studio con tutti gli onori da vecchio storico inviato.  
Da giugno dello stesso anno ritorna per la quinta volta a far parte di Paperissima Sprint estate 2025 come special guest in numerose puntate, impersonando in alcune Giuseppe Garibaldi, affiancando Juliana Moreira nelle vesti di Anita Garibaldi, il Gabibbo (Cavour) e Vittorio Brumotti (Mazzini). 

## I Tenorenis
Dal 2004 al 2010 è stato accompagnato stabilmente da tre cantanti-coristi che girano sotto il nome di "Tenorenis", nome da lui inventato, che deriva dal gioco di parole formatosi quasi naturalmente dal canto tipico sardo "a tenore" e dal nome del popolarissimo Tony Renis, che fu il direttore artistico del Festival di Sanremo nell'anno della nascita del gruppo, inviato da Antonio Ricci a "disturbare" la kermesse. Nella primavera 2008 Cocco inventa le Quote Rosas, tre avvenenti ragazze cantanti, considerate la risposta al femminile dei Tenorenis, che usano un abbigliamento che richiama l'originale costume sardo femminile, ma più moderno e provocante. Dal 2011 invece si fa affiancare saltuariamente da due gemelle.
Dal 2012 ritorna alle origini realizzando i servizi per Striscia la notizia da solo.
I tre lo hanno affiancato anche in alcune edizioni di Paperissima sprint.

## Filmografia

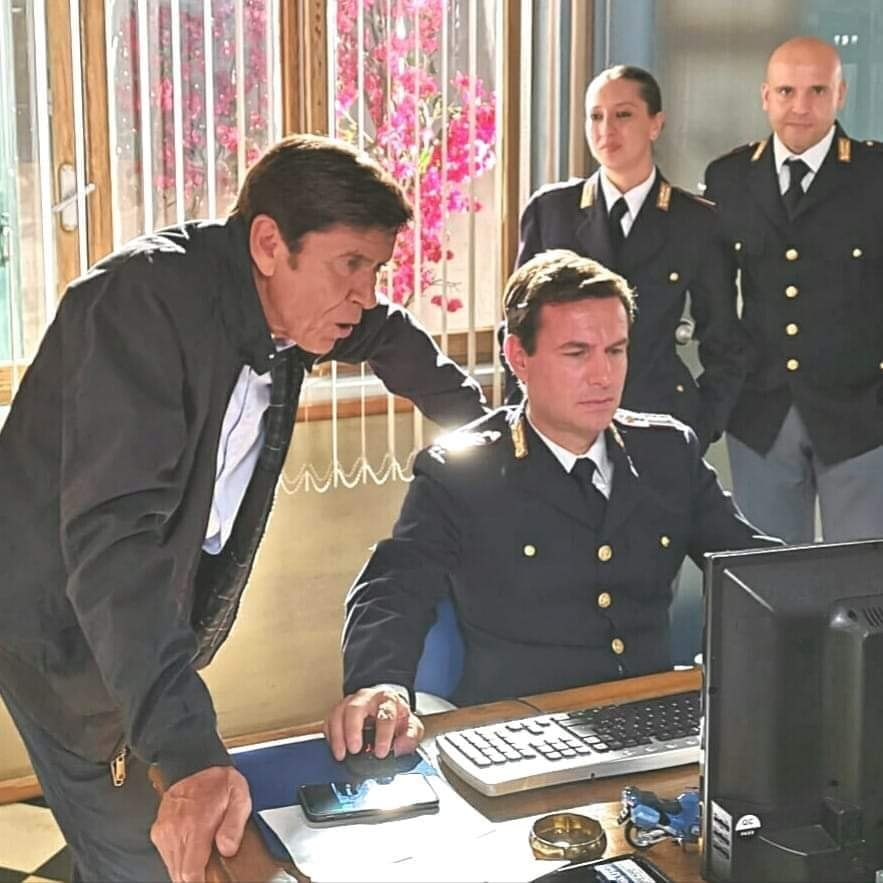
Cristian Cocco nelle vesti dell'ispettore Pinna con Gianni Morandi nelle vesti del dott. Pietro nella fiction L'isola di Pietro

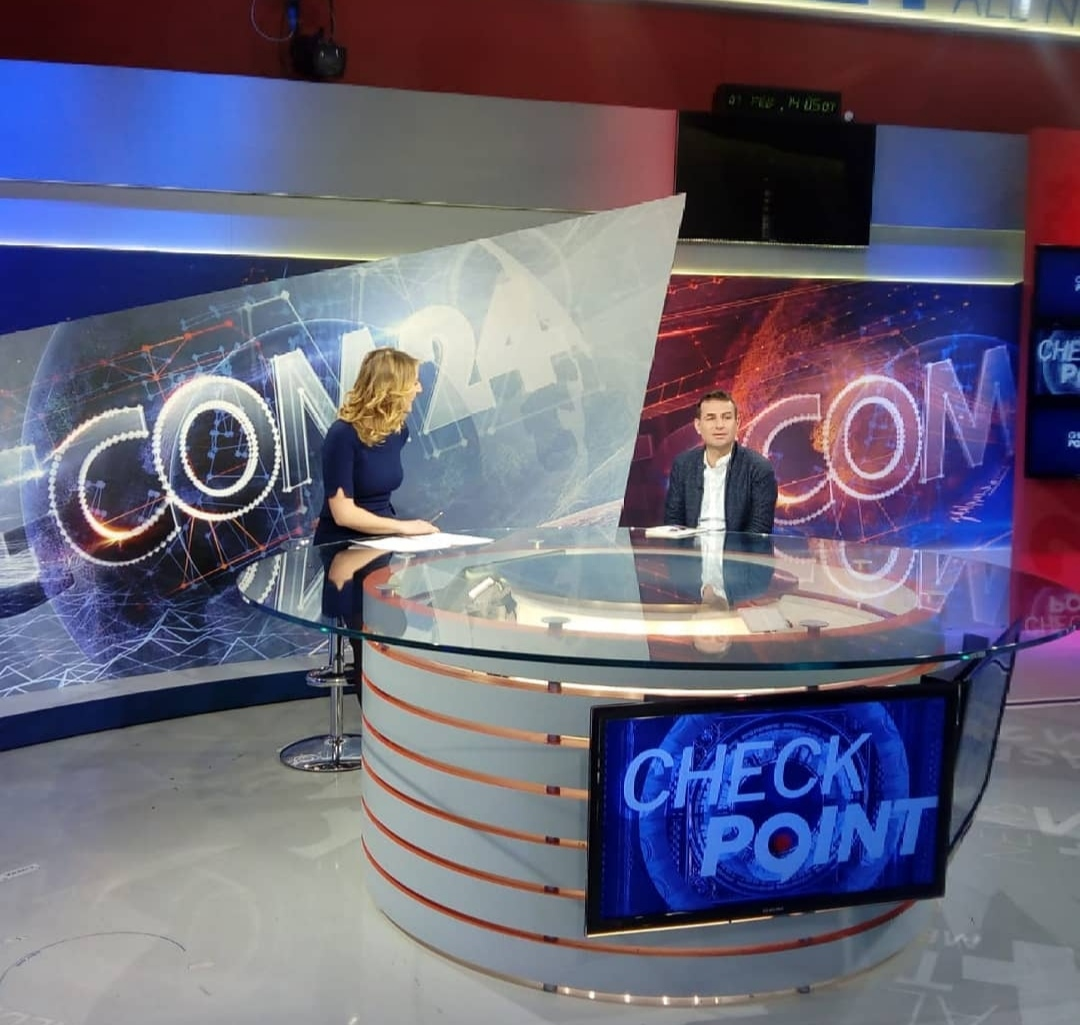
Tgcom24, Check Point con la conduttrice Claudia Vanni

### Televisione
- L'isola di Pietro, serie tv, Canale 5, 2017-2018-2019 (attore)

### Programmi televisivi
- La sai l'ultima?, Canale 5, 2000 (barzellettiere)
- Veline, Canale 5, 2002-2004 (ospite comico)
- Sport Caffè, Nova Televisione, 2004 (conduttore e ideatore)
- Striscia la notizia, Canale 5, dal 2000 al 2018 (inviato in Sardegna)
- Striscia la notizia, Canale 5, dal 2025 (inviato)
- Zecchino d'Oro, Rai 1, 2008 (ospite)
- Prix Italia 60°, Rai 1, 2008 (ospite)
- Striscia la domenica, Canale 5, 2009 (conduttore con Dario Ballantini)
- Cocco Bello, Sardegna Uno, 2010 (conduttore, ideatore e produttore)
- Paperissima Sprint, Canale 5, 2009, 2011, 2013, 2014, 2025 (special guest comico)
- Detto fatto, Rai 2, 2019 (ospite)
- TGcom24, Check Point, 2019 (ospite)

## Libri
- Cristian Cocco, Felicità = semplicità, Edizioni Albatros, 2017

## Discografia

### Singoli
- Come ridono i sardi, 1998 (coautore e cantante)
- Tutti i frutti, 1999 (coautore e cantante)
- Bolero, 1999 (coautore)
- Baila ajò, sigla iniziale del tour live 2000 (cantante)
- Ajò!!!, sigla iniziale del tour live dal 2008 (cantante)
- Finalmente è Natale, brano natalizio con Memo Remigi, 2018 (autore musica e testi, cantante)

## Riconoscimenti
- 2006 – Premio Nino Taranto – La paglietta d'argento
- 2010 – Perla del Tirreno
- 2011 – La stella della Sartiglia – personaggio televisivo artista oristanese dell'anno
- 2012 – Nati Sardi – conduttore, ideatore, produttore, regista (premio per i sardi nel mondo)
- 2013 – Leggio d'oro
  - Premio alla voce della Sardegna[3]